# HLB值

該圖展示HLB表面活性剂的功能分類

HLB值，亦稱親水親油平衡值是用來表示表面活性剂親水性或親脂性的程度。1949和1954年格利芬（Griffin）提出的概念，另外有於1957年大衛（Davies）提出的方法。

## 格利芬法
格利芬方法適用於非離子界面活性劑於1954年描述運作如下：
{\displaystyle HLB=20*M_{h}/M}
{\displaystyle M_{h}}是分子亲水部分的分子量，{\displaystyle M}是整個分子的分子量，結果在0到20的範圍內。HLB值為0對應於完全親脂性分子，而值20對應於完全親水性分子。
HLB值可以用於預測表面活性劑的分子性質：
- < 10：脂溶性（不溶於水）
- > 10：水溶性（不溶於脂）
- 1 ～ 3：消泡劑[1]
- 3 ～ 8：W / O（油包水）乳化劑
- 7 ～ 9：潤濕劑[1]
- 13 ～ 16：洗潔劑[1]
- 8 ～ 16：O / W（水包油）乳化劑
- 16 ～ 18：增溶劑[1]

## 大衛法
1957年，由大衛提出基於計算分子的化學基團的值的方法。 這種方法的優點是它考慮了影響較強和較弱的親水基團。該方法如下：
{\displaystyle HLB=7+\sum _{i\mathop {=} 1}^{m}H_{i}-\sum _{j\mathop {=} 1}^{n}K_{j}}
說明：
{\displaystyle m} - 分子中的親水基團的數量
{\displaystyle n} - 分子中的親脂性基團的數量
{\displaystyle H_{i}} - 第{\displaystyle i}個親水基團的值（見表格）
{\displaystyle K_{j}} - 第{\displaystyle j}個親脂性基團的值（見表格）
| 親水基團             | 基数 |
| -------------------- | ---- |
| -SO4−Na+             | 38.7 |
| -COO−K+              | 21.1 |
| -COO−Na+             | 19.1 |
| N (tertiary amine)   | 9.4  |
| Ester (sorbitan)     | 6.8  |
| Ester (free)         | 2.4  |
| -COOH                | 2.1  |
| Hydroxyl (free)      | 1.9  |
| -O-                  | 1.3  |
| Hydroxyl (sorbitan ) | 0.5  |

| 親脂性基團 | 基数   |
| ---------- | ------ |
| -CH-       | -0.475 |
| -CH2-      | -0.475 |
| CH3-       | -0.475 |
| =CH-       | -0.475 |
| -Ph        | -1.662 |